# 安井賞
安井賞（やすいしょう）は、日本の美術賞。新人洋画家の登竜門とされ、画壇の芥川賞とも言われた。
1957年に、安井會太郎の画業の顕彰、現代美術の具象的画家の発掘・育成と現代美術の振興を目的に設定され、第40回まで続いた。

## 概要
安井會太郎の死後1956年4月から6月にかけて開催された遺作展の終了後、遺作展委員会は美術賞を設定することとし、賞の選考・授与等の事業を行うため、1957年に財団法人安井會太郎記念会が設立された。安井賞は、安井會太郎の画風に基づき、具象的な作品を評価対象とした。新人洋画家の登竜門とされ、画壇の芥川賞とも言われ、多数の優秀な作家を輩出した。しかし、1996年、ますます多様化し複雑化しつつある日本の現代美術の状況を顧み、具象的傾向の作家の発掘を目的とする安井賞展はすでにその使命を達成したとして、翌1997年の第40回展で打ち切りとすることが公表された。
賞の実施は、コンクール方式だが、広く公募するものではなく、美術団体と美術評論家等の有識者から推薦された作品を収集展示して選考する方式であった。作品の推薦方法や、選考委員の人数・構成などは度々変更された。被推薦作家の年齢制限も、当初は40歳以下であったのが、1962年の第6回以降は50歳以下に引き上げられた。
受賞作品は、原則として、第31回までは東京国立近代美術館に購入・収蔵され、第32回以降は横浜美術館に購入・収蔵されている。

## 展覧会
候補作品を展示する展覧会は、第11回展までは安井賞候補新人展、第12回展以降は安井賞展の名称で開催された。時期によって主催の美術館等が異なる。
- 第1回展 - 第11回展
  - 主催は、財団法人安井會太郎記念会と東京国立近代美術館。会場は、東京国立近代美術館。
  - ただし、第5回展は国立近代美術館の工事のため、ブリヂストン美術館も主催に加わり、同美術館で開催された。なお、第12回展以降会場が変更されたのも、東京国立近代美術館の京橋から竹橋への移転が最大の理由である。
- 第12回展 - 第18回展
  - 主催は、財団法人安井會太郎記念会と毎日新聞社。会場は、西武百貨店池袋店。
- 第19回展 - 第40回展
  - 主催は、財団法人安井會太郎記念会、毎日新聞社、セゾン美術館（第32回展までは西武美術館）の3者。会場は、第32回展までは西武美術館、第33回展以降はセゾン美術館。
  - ただし、第27回展の会場は西武アートフォーラム、第37回展の会場は有楽町アート・フォーラム。

## 受賞者一覧

### 第1回展から第10回展
- 第1回展（1957年） - 田中岑「海辺」
- 第2回展（1958年） - 野見山暁治「岩上の人」
- 第3回展（1959年） - 中本達也「群れ」
- 第4回展（1960年） - 深見隆「風化」
- 第5回展（1961年） - 高橋秀「月の道」
- 第6回展（1962年） - 近岡善次郎「巫女」
- 第7回展（1963年） - 芝田米三「樹下群馬」
- 第8回展（1964/65年） - 田口安男「かげとかげり」
- 第9回展（1965/66年） - 西村功「ベンチの人々」
- 第10回展（1966年） - 宮崎進「見世物芸人」

### 第11回展から第20回展
- 第11回展（1967/68年） - 島田章三「母と子のスペース」
- 第12回展（1969年） - 鴨居玲「静止した刻」
- 第13回展（1970年） - 藤田吉香「春木萬華」
- 第14回展（1971年） - 山本文彦「語りI」
- 第15回展（1972年） - 中西勝「大地の聖母子」
- 第16回展（1973年） - 谷本重義「二人老人」
- 第17回展（1974年） - 絹谷幸二「アンセルモ氏の肖像」
- 第18回展（1975年） - 八島正明「放課後」
- 第19回展（1976年） - 三栖右嗣「老いる」
- 第20回展（1977年） - 横尾茂「里のひろみとうちのはあちゃん」

### 第21回展から第30回展
- 第21回展（1978年） - 上條陽子「玄黄・兆」
- 第22回展（1979年） - 笹岡信彦「朝に翔んでいる」
- 第23回展（1980年） - 堀江優「ペテロ」
- 第24回展（1981年） - 有元利夫「室内楽」
- 第25回展（1982年） - 相笠昌義「カラバンチェロの昼さがり」
- 第26回展（1983年） - 大津英敏「KAORI」
- 第27回展（1984年） - 小笠原宣「行」
- 第28回展（1985年） - 櫃田伸也「風景断片」
- 第29回展（1986年） - 遠藤彰子「遠い日」
- 第30回展（1987年） - 小林一彦「MOVIN'OUT 86-A」

### 第31回展から第40回展
- 第31回展（1988年） - 櫻井孝美「1986年/1987年夏」
- 第32回展（1989年） - 福田美蘭「水曜日」
- 第33回展（1990年） - 北久美子「夢想植物園…Y」
- 第34回展（1991年） - 藤田邦統「木星で出会う」
- 第35回展（1992年） - 奥山民枝「山夢」
- 第36回展（1993年） - 平岡靖弘「陸に上がった舟III」
- 第37回展（1994年） - 本田希枝「漂流者」
- 第38回展（1995年） - わたなべゆう「風土15」
- 第39回展（1996年） - 小林裕児「夢酔」
- 第40回展（1997年） - 柳田昭「水温む頃」